# الغاوی
الغاوی (به عربی: الغاوی) یک روستا در سوریه است که در ناحیه مرکزی سلمیه واقع شده‌است. الغاوی ۹۴۱ نفر جمعیت دارد.